# Championnats de France de natation en petit bassin 2012
Navigation
Angers 2011 Dijon 2013
Les Championnats de France de natation 2012 en petit bassin, la 9e édition, se tiennent du 15 au 18 novembre à Angers. À noter durant ces championnats, le record du Monde en petit bassin sur 400 mètres nage libre, le record d'Europe en petit bassin sur 800 mètres nage libre de Yannick Agnel, et le record de France en petit bassin de Jérémy Stravius sur 200 mètres 4 nages.

## Podiums

### Hommes
| Discipline       | Médaille d'or                                                                             | Performance                 | Médaille d'argent                                                             | Performance    | Médaille de bronze                                                          | Performance   |
| Nage libre       |                                                                                           |                             |                                                                               |                |                                                                             |               |
| 50 m             | Florent Manaudou CN Marseille                                                             | 20 s 86                     | Grégory Mallet CN Marseille                                                   | 22 s 24        | William Meynard CN Marseille Nosy Pelagie Lyon Nat.                         | 22 s 34       |
| 100 m            | Yannick Agnel Olympic Nice Natation                                                       | 46 s 68                     | William Meynard CN Marseille                                                  | 47 s 40        | Mehdy Metella Dauphins du TOEC                                              | 47 s 64       |
| 200 m            | Yannick Agnel Olympic Nice Natation                                                       | 1 min 39 s 70 (RF-RC)       | Grégory Mallet CN Marseille                                                   | 1 min 43 s 87  | Mehdy Metella Dauphins du TOEC                                              | 1 min 45 s 14 |
| 400 m            | Yannick Agnel Olympic Nice Natation                                                       | 3 min 32 s 25 (RM-RE-RF-RC) | Anthony Pannier AAS Sarcelles Nat. 95                                         | 3 min 43 s 85  | Sébastien Rouault Mulhouse ON                                               | 3 min 45 s 37 |
| 800 m            | Yannick Agnel Olympic Nice Natation                                                       | 7 min 27 s 18               | Anthony Pannier AAS Sarcelles Nat. 95                                         | 7 min 40 s 09  | Damien Joly Olympic Nice Natation                                           | 7 min 50 s 80 |
| 1 500 m          | Anthony Pannier AAS Sarcelles Nat. 95                                                     | 14 min 38 s 32 (RC)         | Enzo Vial Collet Mulhouse ON                                                  | 14 min 53 s 10 | Axel Reymond AS Le Plessis-Savigny                                          | 15 min 0 s 40 |
| Papillon         |                                                                                           |                             |                                                                               |                |                                                                             |               |
| 50 m             | Frédérick Bousquet CN Marseille                                                           | 22 s 57                     | Jérémy Stravius Amiens Métropole Natation                                     | 23 s 03        | Romain Sassot Lyon Natation                                                 | 23 s 41       |
| 100 m            | Mehdy Metella Dauphins du TOEC                                                            | 51 s 30                     | Jordan Coelho Étampes Natation                                                | 52 s 15        | Romain Sassot Lyon Natation                                                 | 52 s 48       |
| 200 m            | Jordan Coelho Étampes Natation                                                            | 1 min 54 s 10               | Hugo Tormento Cercle des nageurs calédoniens                                  | 1 min 56 s 83  | Marvin Maisonneuve Montauban Natation                                       | 1 min 57 s 82 |
| Dos              |                                                                                           |                             |                                                                               |                |                                                                             |               |
| 50 m             | Benjamin Stasiulis Amiens Métropole Natation                                              | 23 s 91                     | Dorian Gandin CN Marseille                                                    | 23 s 99        | Jordan Coelho Étampes Natation                                              | 24 s 66       |
| 100 m            | Jérémy Stravius Amiens Métropole Natation                                                 | 51 s 18                     | Benjamin Stasiulis Amiens Métropole Natation                                  | 51 s 19        | Joris Hustache Stade français O Courbevoie                                  | 52 s 53       |
| 200 m            | Benjamin Stasiulis Amiens Métropole Natation                                              | 1 min 52 s 07               | Joris Hustache Stade français O Courbevoie                                    | 1 min 54 s 42  | Alexis Cabrol Dauphins du TOEC                                              | 1 min 56 s 04 |
| Brasse           |                                                                                           |                             |                                                                               |                |                                                                             |               |
| 50 m             | Florent Manaudou CN Marseille                                                             | 26 s 39                     | Giacomo Perez-Dortona CN Marseille                                            | 26 s 70        | Maxime Bussière CN Marseille                                                | 27 s 61       |
| 100 m            | Giacomo Perez-Dortona CN Marseille                                                        | 58 s 31                     | William Debourges CN Cannes                                                   | 59 s 89        | Eddie Mouedenne Stade français O Courbevoie                                 | 1 min 0 s 65  |
| 200 m            | Giacomo Perez-Dortona CN Marseille                                                        | 2 min 07 s 01               | William Debourges CN Cannes                                                   | 2 min 08 s 54  | Thibaut Capitaine Cergy Pontoise Natation                                   | 2 min 11 s 62 |
| 4 nages          |                                                                                           |                             |                                                                               |                |                                                                             |               |
| 100 m            | Dorian Gandin CN Marseille                                                                | 53 s 52                     | Giacomo Perez-Dortona CN Marseille                                            | 54 s 46        | Eddie Moueddene Amiens Métropole Natation                                   | 54 s 63       |
| 200 m            | Jérémy Stravius Amiens Métropole Natation                                                 | 1 min 54 s 50 (RF-RC)       | Ganesh Pedurand Dauphins du TOEC                                              | 1 min 57 s 73  | Romain Landry Dauphins du TOEC                                              | 1 min 58 s 76 |
| 400 m            | Jérémy Stravius Amiens Métropole Natation                                                 | 4 min 6 s 85                | Arnaud Rondan Nautic Club Nîmes                                               | 4 min 10 s 07  | Sébastien Rouault Lyon Natation                                             | 4 min 10 s 96 |
| Relais           |                                                                                           |                             |                                                                               |                |                                                                             |               |
| 4 × 50 m         | CN Marseille Giacomo Perez-Dortona Frédérick Bousquet Florent Manaudou Paul-Gabriel Bedel | 1 min 27 s 89               | CN Marseille Romain Magula William Meynard Dorian Gandin Maxime Bussière      | 1 min 28 s 09  | Dauphins du TOEC Lorys Bourelly Romain Landry Ganesh Pedurand Mehdy Metella | 1 min 29 s 03 |
| 4 × 50 m 4 nages | CN Marseille Dorian Gandin Giacomo Perez-Dortona William Meynard Frédérick Bousquet       | 1 min 35 s 72               | CN Marseille Benjamin Stasiulis Florent Manaudou Romain Magula Grégory Mallet | 1 min 35 s 88  | Dauphins du TOEC Alexis Cabrol Romain Landry Mehdy Metella Lorys Bourelly   | 1 min 39 s 06 |

### Femmes
| Discipline       | Médaille d'or                                                                              | Performance                       | Médaille d'argent                                                                       | Performance    | Médaille de bronze                                                                             | Performance    |
| Nage libre       |                                                                                            |                                   |                                                                                         |                |                                                                                                |                |
| 50 m             | Anna Santamans Olympic Nice Natation                                                       | 24 s 69                           | Mélanie Henique Amiens Métropole Natation                                               | 25 s 02        | Béryl Gastaldello Olympic Nice Natation                                                        | 25 s 13        |
| 100 m            | Camille Muffat Olympic Nice Natation                                                       | 52 s 73                           | Charlotte Bonnet Olympic Nice Natation                                                  | 53 s 65        | Mylène Lazare AAS Sarcelles Natation 95                                                        | 54 s 36        |
| 200 m            | Camille Muffat Olympic Nice Natation                                                       | 1 min 51 s 65 (RF) (RC)           | Charlotte Bonnet Olympic Nice Natation                                                  | 1 min 55 s 13  | Mylène Lazare AAS Sarcelles Natation 95                                                        | 1 min 57 s 35  |
| 400 m            | Camille Muffat Olympic Nice Natation                                                       | 3 min 59 s 38                     | Coralie Balmy Dauphins du TOEC                                                          | 4 min 02 s 13  | Isabelle Mabboux AC Boulogne-Billancourt                                                       | 4 min 09 s 03  |
| 800 m            | Camille Muffat Olympic Nice Natation                                                       | 8 min 01 s 06 (RM) (RE) (RF) (RC) | Coralie Balmy Dauphins du TOEC                                                          | 8 min 20 s 54  | Margaux Verger Gourson AC Boulogne-Billancourt                                                 | 8 min 32 s 97  |
| 1 500 m          | Morgane Rothon Alliance Dijon Natation                                                     | 16 min 14 s 33                    | Aurélie Muller CN Sarreguemines                                                         | 16 min 31 s 57 | Marion Brunel Dauphins du TOEC                                                                 | 16 min 43 s 84 |
| Papillon         |                                                                                            |                                   |                                                                                         |                |                                                                                                |                |
| 50 m             | Mélanie Henique Amiens Métropole Natation                                                  | 26 s 02                           | Anna Santamans Olympic Nice Natation                                                    | 26 s 44        | Diane Bui Duyet AAS Sarcelles Natation 95                                                      | 26 s 75        |
| 100 m            | Mélanie Henique Amiens Métropole Natation                                                  | 58 s 35                           | Charlotte Bonnet Olympic Nice Natation                                                  | 59 s 63        | Anna Santamans Olympic Nice Natation                                                           | 1 min 00 s 10  |
| 200 m            | Léa Giraudon CN 95 Ézanville                                                               | 2 min 11 s 20                     | Élodie Delamare C Vikings de Rouen                                                      | 2 min 11 s 43  | Magali Rousseau Olympic Nice Natation                                                          | 2 min 13 s 28  |
| Dos              |                                                                                            |                                   |                                                                                         |                |                                                                                                |                |
| 50 m             | Laure Manaudou CN Marseille                                                                | 27 s 11                           | Cloé Credeville ES Nanterre                                                             | 27 s 54        | Mélanie Henique Amiens Métropole Natation                                                      | 27 s 67        |
| 100 m            | Laure Manaudou CN Marseille                                                                | 58 s 07                           | Alexianne Castel Dauphins du TOEC                                                       | 58 s 52        | Cloé Credeville ES Nanterre                                                                    | 58 s 80        |
| 200 m            | Alexianne Castel Dauphins du TOEC                                                          | 2 min 05 s 42                     | Auriane de Premilhat CN Marseille                                                       | 2 min 08 s 96  | Marie Jugnet Cercle des nageurs calédoniens                                                    | 2 min 11 s 53  |
| Brasse           |                                                                                            |                                   |                                                                                         |                |                                                                                                |                |
| 50 m             | Sophie de Ronchi ES Massy Natation                                                         | 31 s 69                           | Fanny Babou CNS Saint Estève                                                            | 31 s 79        | Sarah Vaisse CN Font-Romeu Cerdagne                                                            | 31 s 90        |
| 100 m            | Fanny Babou CNS Saint Estève                                                               | 1 min 07 s 65                     | Sophie de Ronchi ES Massy Natation                                                      | 1 min 07 s 81  | Sarah Vaisse CN Font-Romeu Cerdagne                                                            | 1 min 08 s 86  |
| 200 m            | Fanny Lecluyse Lille Métropole Natation                                                    | 2 min 24 s 03                     | Fanny Babou CNS St-Estève                                                               | 2 lin 26 s 44  | Coralie Dobral Montauban Natation                                                              | 2 min 27 s 96  |
| 4 nages          |                                                                                            |                                   |                                                                                         |                |                                                                                                |                |
| 100 m            | Laure Manaudou CN Marseille                                                                | 1 min 00 s 55                     | Charlotte Bonnet Olympic Nice Natation                                                  | 1 min 00 s 61  | Sophie de Ronchi ES Massy Natation                                                             | 1 min 01 s 91  |
| 200 m            | Sophie de Ronchi ES Massy Natation                                                         | 2 min 13 s 18                     | Fantine Lesaffre Roubaix Natation                                                       | 2 min 14 s 23  | Isabelle Mabboux AC Boulogne-Billancourt                                                       | 2 min 16 s 03  |
| 400 m            | Fantine Lesaffre Roubaix Natation                                                          | 4 min 39 s 04                     | Isabelle Mabboux AC Boulogne-Billancourt                                                | 4 min 41 s 08  | Adeline Martin CN Antibes                                                                      | 4 min 44 s 27  |
| Relais           |                                                                                            |                                   |                                                                                         |                |                                                                                                |                |
| 4 × 50 m         | AAS Sarcelles Natation 95 Diane Bui Duyet Mylène Lazare Noémie Volpilhac Coralie Codevelle | 1 min 44 s 99                     | Amiens Métropole Natation Mélanie Henique Armony Dumur Sarah Vaisse Chloe Noto la Diega | 1 min 45 s 09  | Club des Nageurs de Paris Maria-Eléna Letang Caroline Vadrot Anaïs Liebaut Roxane Desfontaines | 1 min 46 s 07  |
| 4 × 50 m 4 nages | Amiens Métropole Natation Mélanie Henique Sarah Vaisse Armony Dumur Chloe Noto la Diega    | 1 min 53 s 37                     | Dauphins du TOEC Charlotte van Andringa Solène Gallego Romane Vinciarelli Lauriane Haag | 1 min 56 s 46  | Club des Nageurs de Paris Roxane Desfontaines Anaïs Liebaut Caroline Vadrot Maria-Eléna Letang | 1 min 57 s 80  |

### Sources
- Résultats sur le site de la FFN
- L'Equipe.fr